# Pont del Palau

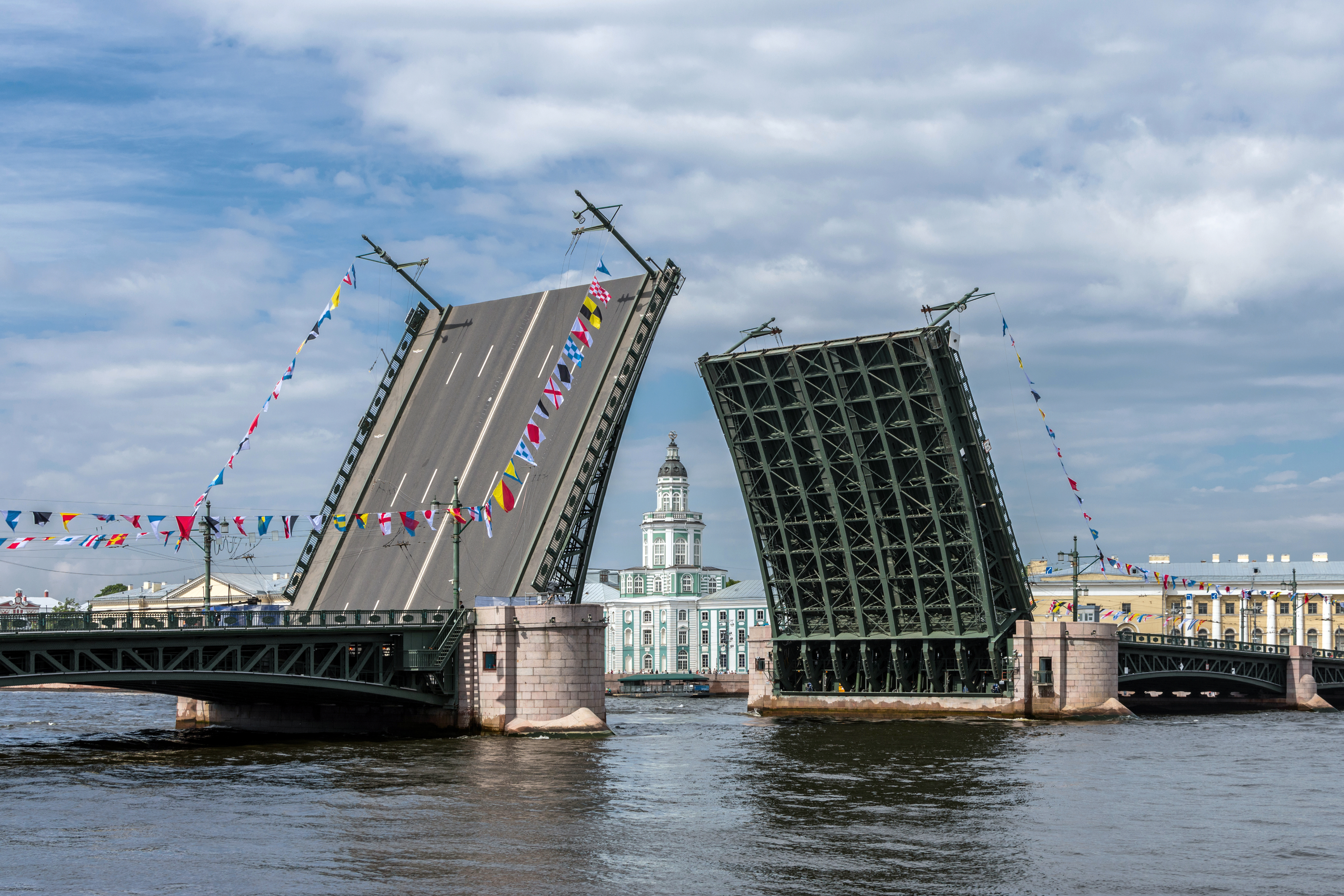
El pont del Palau

El pont del Palau (en en rus Дворцо́вый мост: Дворцо́вый мост, Dvortsovi most) és un pont sobre el riu Nevà de Sant Petersburg. És un dels principals símbols i atraccions turístiques, i constitueix una de les artèries principals de la ciutat de Sant Petersburg.
El pont està situat en la part central de la ciutat i connecta la plaça del Palau amb l'illa Vassílievski. Té 250 metres de longitud i una amplària de 27 metres.

## Mecanisme
El motor que serveix per obrir les 700 tones de cada meitat del pont es compon d'uns motors, d'enormes engranatges (alguns d'ells són encara els d'origen) i uns contrapesos de milers de tones. El mecanisme funciona de manera fiable, però de vegades s'han produït petits incidents. A l'octubre 2002, una de les dents d'un engranatge es va trencar, i el pont va quedar parat a meitat del seu recorregut, causant conseqüentment un gran retard en el pas de les embarcacions.

## Galeria

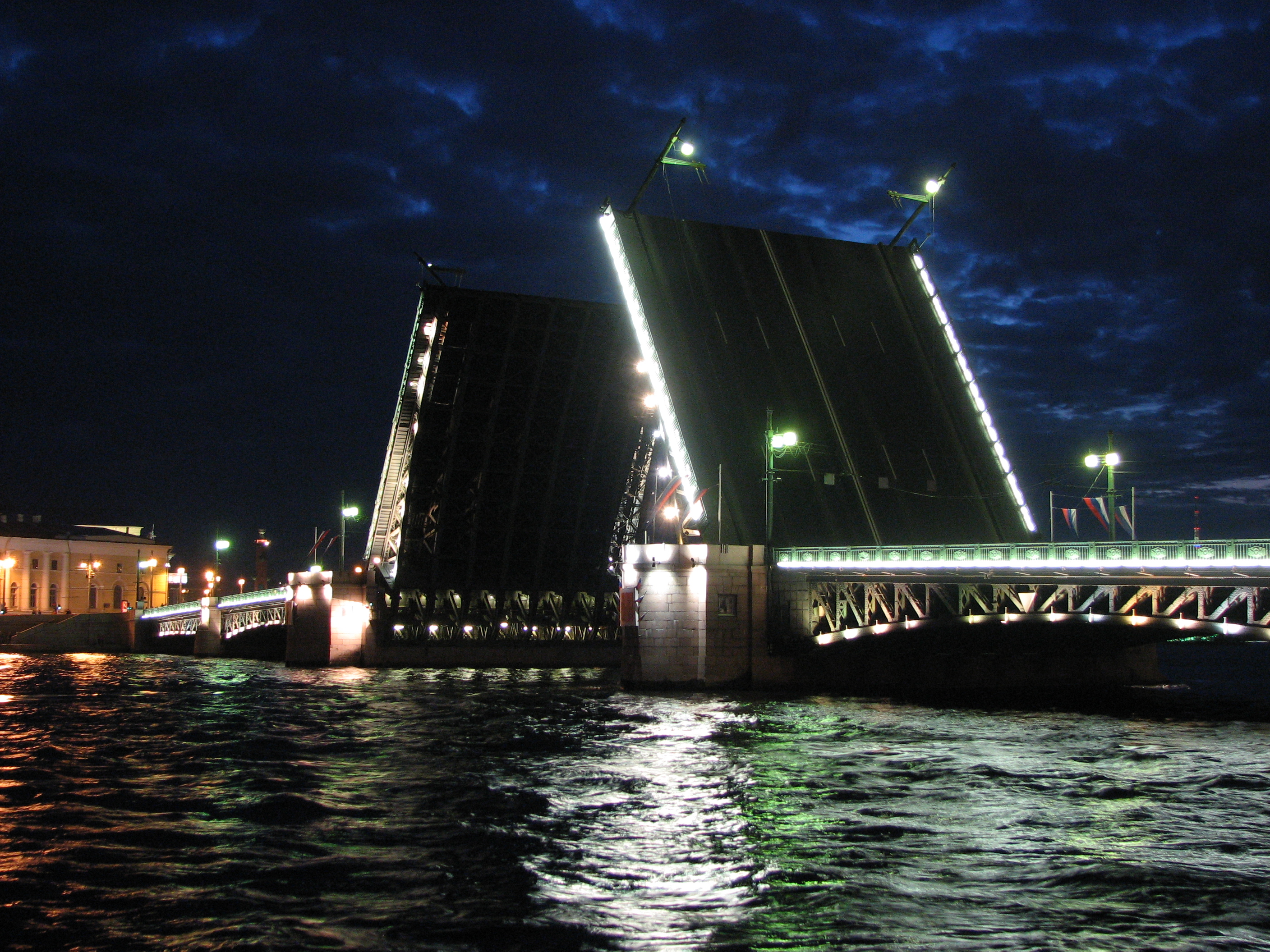
Vista del pont aixecat
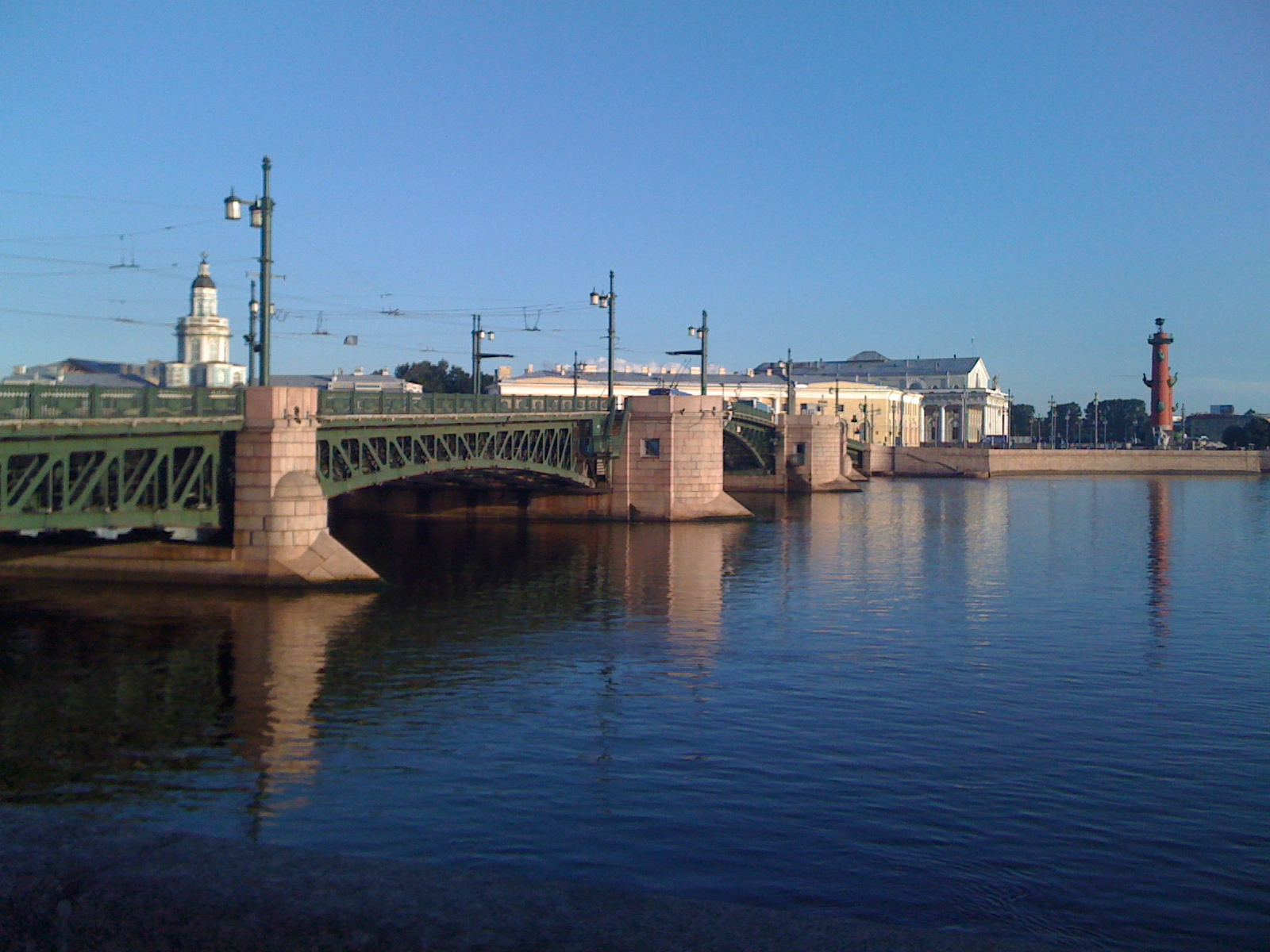
Vista del pont de dia
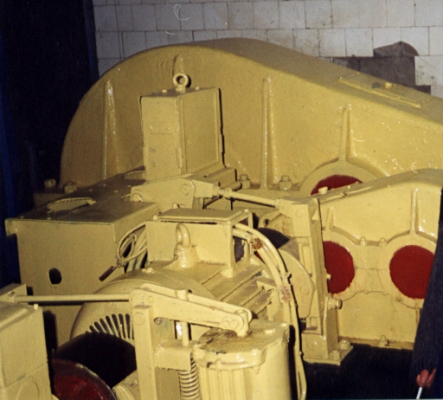
Un dels motors d'obertura del pont